# Repère projectif
Pour les articles homonymes, voir Repère.
 (mars 2020).
Si vous disposez d'ouvrages ou d'articles de référence ou si vous connaissez des sites web de qualité traitant du thème abordé ici, merci de compléter l'article en donnant les références utiles à sa vérifiabilité et en les liant à la section « Notes et références ».

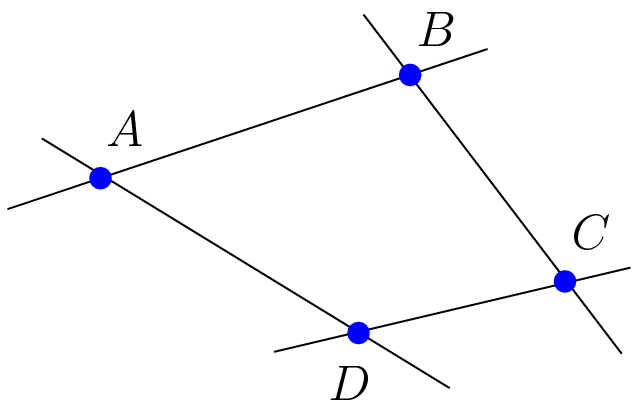
4 points projectifs linéairement indépendants forment un repère projectif du plan projectif

En géométrie projective, un repère projectif d'un espace projectif de dimension n est la donnée ordonnée de n + 2 points, soit un (n + 2)-uplet de points de l'espace, tels que n + 1 points quelconques choisis parmi ces n + 2 points ne soient jamais inclus dans un sous-espace projectif propre de l'espace de départ (ou de façon équivalente dans un hyperplan projectif de l'espace de départ). Ainsi :
- un repère projectif d'une droite projective est donné par 3 points distincts de la droite ;
- un repère projectif d'un plan projectif est un quadruplet de points du plan, tels que 3 parmi ceux-ci ne sont pas alignés ;
- etc.

Les repères projectifs jouent pour les espaces projectifs un rôle analogue à celui des bases pour les espaces vectoriels, et des repères affines pour les espaces affines, c'est-à-dire qu'elle permettent de caractériser les applications associées, en l'occurrence les applications projectives. En dimension finie n il faut :
- n vecteurs pour une base d'un espace vectoriel ;
- n + 1 points pour un repère affine ;
- n + 2 points pour un repère projectif.

Une application projective est définie et entièrement déterminée par les images des points d'un repère projectif. Un repère projectif d'un espace projectif de dimension n sur un corps K permet de faire correspondre à ce dernier l'espace projectif défini sur l'espace vectoriel Kn+1 (par une transformation projective ou homographie) et donc de définir un système de coordonnées homogènes (n + 1 coordonnées) sur l'espace d'origine.
Intuitivement, on veut repérer un point de l'espace projectif en se donnant un point de l'espace vectoriel de dimension {\displaystyle n+1} associé. On veut donc choisir une base {\displaystyle (e_{1},...,e_{n+1})} de cet espace, et considérer les points {\displaystyle (p_{1},...,p_{n+1})=(\pi (e_{1}),...,\pi (e_{n+1}))} comme un repère de l'espace projectif. Ayant les coordonnées {\displaystyle (x_{1},...,x_{n+1})} dans ce repère, on considèrerait alors le vecteur
{\displaystyle x=x_{1}\cdot e_{1}+...+x_{n+1}\cdot e_{n+1}} qui définit un unique point {\displaystyle \pi (x)} dans l'espace projectif. L'erreur de l'argument ci-dessus est que lorsque l'on ne connaît que le repère projectif {\displaystyle (p_{1},...,p_{n+1})}, on ne peut pas retrouver les vecteurs {\displaystyle (e_{1},...,e_{n})} qui l'avaient défini, mais seulement des vecteurs de la forme {\displaystyle {\tilde {e}}_{1}=\lambda _{1}\cdot e_{1},...,{\tilde {e}}_{n+1}=\lambda _{n+1}\cdot e_{n+1}}. Si l'on considère le nouveau vecteur {\displaystyle {\tilde {x}}=x_{1}\cdot {\tilde {e}}_{1}+...+x_{n+1}\cdot {\tilde {e}}_{n+1}=x_{1}\lambda _{1}\cdot e_{1}+...+x_{n+1}\lambda _{n+1}\cdot e_{n+1}}, celui-ci n'a aucune raison d'être colinéaire à {\displaystyle x}, et donc de donner le même point de l'espace projectif après projection, sauf si tous les {\displaystyle \lambda _{i}} sont égaux. L'idée est donc alors d'adjoindre aux points {\displaystyle (p_{1},...,p_{n+1})} une contrainte, qui peut également se voir comme un point de l'espace projectif, obligeant tout choix de vecteurs {\displaystyle {\tilde {e}}_{1},...,{\tilde {e}}_{n+1}} comme ci-dessus à vérifier {\displaystyle \lambda _{1}=...=\lambda _{n+1}}. Pour cela, on impose une contrainte sur la somme {\displaystyle {\tilde {e}}_{1}+...+{\tilde {e}}_{n+1}} qui doit être colinéaire à la somme {\displaystyle e_{1}+...+e_{n+1}} choisie initialement. Il est alors facile de voir que cela implique la contrainte recherchée. Il suffit donc d'adjoindre aux {\displaystyle p_{i}} le point {\displaystyle p_{n+2}=\pi (e_{1}+...+e_{n+1})}, et alors tout choix de {\displaystyle {\tilde {e}}_{1},...,{\tilde {e}}_{n+1}} vérifiant {\displaystyle \pi ({\tilde {e}}_{1}+...+{\tilde {e}}_{n+1})=p_{n+2}} permet de retrouver le point de l'espace projectif correspondant aux coordonnées {\displaystyle (x_{1},...,x_{n+1})} comme indiqué ci-dessus.